# Trường Trung học cơ sở – Trung học phổ thông Nguyễn Khuyến, Thành phố Hồ Chí Minh
Trường Trung học cơ sở và Trung học phổ thông Nguyễn Khuyến là một ngôi trường tại Thành phố Hồ Chí Minh, được sáng lập bởi Giáo sư – Nhà giáo Nhân dân Lê Trí Viễn và Nhà giáo Nguyễn Ngọc Phấn vào ngày 25 tháng 5 năm 1992.
Năm học 1992–1993, trường có 170 học sinh các lớp cấp hai học tại địa điểm đầu tiên số 8B Trần Hưng Đạo, Quận 1. Đến năm học 2016–2017, trường có 4 cơ sở ở Thành phố Hồ Chí Minh và một cơ sở ở tỉnh Bình Dương với 6 750 học sinh gồm cấp hai và cấp ba. Đa số học sinh của trường Trường THCS – THPT Nguyễn Khuyến là học sinh nội trú từ các tỉnh thành trên cả nước về Thành phố Hồ Chí Minh học tập.
Nguyễn Khuyến là một ngôi trường có tiếng về kết quả cao trong Kỳ thi tốt nghiệp THPT và tuyển sinh đại học. Liên tiếp 4 năm liền từ 2011 đến 2014, trường có thủ khoa Kỳ thi Tốt nghiệp THPT Thành phố Hồ Chí Minh. Năm 2014, trường có 38 thủ khoa, á khoa Đại học. Từ năm 2015, Kỳ thi THPT Quốc gia bắt đầu được tổ chức, năm 2015, trường có học sinh thủ khoa toàn quốc khối A và điểm 10 môn Vật Lý duy nhất toàn quốc. Kỳ thi THPT Quốc gia 2016, trường có học sinh đạt điểm 10 duy nhất tại cụm thi Thành phố Hồ Chí Minh, thủ khoa khối A Đại học Ngoại Thương Thành phố Hồ Chí Minh và thủ khoa khối A Đại học Bách Khoa Thành phố Hồ Chí Minh.

## Ban giám hiệu

### 1992–2007
Hiệu trưởng: Giáo sư – Nhà giáo Nhân dân Lê Trí Viễn (1918–2012)
Hiệu phó: Nhà giáo Nguyễn Ngọc Phấn (1924–2007)

### 2007 – 2018
Hiệu trưởng:
Tiến sĩ Lê Trọng Tín, tiến sĩ hoá học, nguyên Trưởng Khoa Hoá học – Trường Đại học Sư phạm Thành phố Hồ Chí Minh, Hiệu trưởng hệ thống các trường Trung học cơ sở – Trung học phổ thông Nguyễn Khuyến tại Thành phố Hồ Chí Minh.
Tiến sĩ Lê Phi Thuý, tiến sĩ hoá học, nguyên Phó Trưởng Khoa Hoá học – Trường Đại học Sư phạm Thành phố Hồ Chí Minh, Hiệu trưởng Trường Trung học cơ sở – Trung học phổ thông Nguyễn Khuyến tại tỉnh Bình Dương.
Hiệu phó:
- Nguyễn Yên Chi
- Hoàng Thái Dương – Trưởng Bộ môn Tiếng Anh
- Phạm Đức Cường – Trưởng Bộ môn Vật lí
- Nguyễn Hào Hiệp
- Trần Thị Yến

### 2019 – 2022

#### Hiệu phó (hệ thống các trường Trung học cơ sở – Trung học phổ thông Nguyễn Khuyến tạiThành phố Hồ Chí Minh): Hiện tại cơ sở đã đóng cửa vào năm 2022
Hiệu trưởng (Trường Trung học cơ sở – Trung học phổ thông Nguyễn Khuyến tại tỉnh Bình Dương)
Nguyễn Hào Hiệp, nguyên Hiệu trưởng Trường THPT Trần Phú (TP. HCM)
Hiệu phó (Trường Trung học cơ sở – Trung học phổ thông Nguyễn Khuyến tại tỉnh Bình Dương):
- Phạm Đức Cường – Trưởng Bộ môn Vật lí
- Tiến sĩ Lê Phi Thúy

Hiệu trưởng (Trường TH – THCS – THPT Lê Thánh Tông): Đỗ Văn Trị

### Từ năm 2022
Hiệu trưởng (Trường Trung học cơ sở – Trung học phổ thông Nguyễn Khuyến tại tỉnh Bình Dương)
Nguyễn Hào Hiệp, nguyên Hiệu trưởng Trường THPT Trần Phú (TP. HCM)
Hiệu phó (Trường Trung học cơ sở – Trung học phổ thông Nguyễn Khuyến tại tỉnh Bình Dương):
- Phạm Đức Cường – Trưởng Bộ môn Vật lí
- Cảnh Chí Đạt

Hiệu trưởng (Trường TH – THCS – THPT Lê Thánh Tông): Đỗ Văn Trị

## Tên gọi
Từ năm 1992 đến nay, Trường Trung học cơ sở – Trung học phổ thông Nguyễn Khuyến đã trải qua 5 tên gọi khác nhau:
- Năm 1992–1996: Trường Phổ thông cấp hai Dân lập Nguyễn Khuyến.
- Năm 1996–2002: Trường Phổ thông cấp hai – ba Dân lập Nguyễn Khuyến.
- Năm 2002–2007: Trường Trung học phổ thông Dân lập Nguyễn Khuyến.
- Năm 2007–2009: Trường Trung học phổ thông Tư thục Nguyễn Khuyến.
- Từ năm 2009, trường chính thức lấy tên Trường Trung học cơ sở – Trung học phổ thông Nguyễn Khuyến.
- Năm 2019: do cơ sở 3A, 3B kết thúc hợp đồng thuê đất với quân đội, một số cổ đông của trường thành lập trường mới tại khu dân cư Celadon (đối diện chợ Sơn Kỳ), ban đầu vẫn lấy tên THCS – THPT Nguyễn Khuyến,  sau đột ngột đổi tên trường thành TH – THCS – THPT Lê Thánh Tông. Hiệu trưởng mới là thầy Đỗ Văn Trị (nguyên là PHT trường Nguyễn Khuyến).

## Các cơ sở
Năm học 1992–1993, trường có 170 học sinh các lớp cấp hai học tại địa điểm đầu tiên số 8B Trần Hưng Đạo, Quận 1. Năm học 2016–2017, trường có 4 cơ sở ở Thành phố Hồ Chí Minh và một cơ sở ở tỉnh Bình Dương:
- Cơ sở 1: 136 Cộng Hòa, Phường 4, Quận Tân Bình, Thành phố Hồ Chí Minh.
- Cơ sở Tân Phú: 22 Bờ Bao Tân Thắng, Phường Sơn Kỳ, Quận Tân Phú, Thành phố Hồ Chí Minh.
- Cơ Sở 4: 327 Quốc lộ 13, Phường Hiệp Bình Phước, TP. Thủ Đức, Thành phố Hồ Chí Minh.
- Cơ sở Bình Dương: A26B, đường A3 (Võ Văn Tần), phường Hòa Phú, TP. Thủ Dầu Một, Tỉnh Bình Dương.

Các cơ sở của trường được đánh số theo mẫu tự: Cơ sở 1 là chữ A, cơ sở Tân Phú là chữ B, cơ sở 4 là chữ D và cơ sở BD là A BD. Thí dụ lớp 10A1 là lớp 10 thứ nhất ở cơ sở 1, lớp 11D5 là lớp 11 thứ năm ở cơ sở 4....
Năm 2012, Trường Trung học cơ sở – Trung học phổ thông Nguyễn Khuyến Bình Dương được khởi công xây dựng, đây là cơ sở thứ năm của Trường Trung học cơ sở – Trung học phổ thông Nguyễn Khuyến, đạt chuẩn quốc gia, lễ khởi công xây dựng của trường được đánh giá là một sự kiện quan trọng của ngành giáo dục Bình Dương trong năm 2012. Trường chính thức tuyển sinh vào năm 2013.
Trường THCS – THPT Nguyễn Khuyến còn có một cơ sở 2 tại số 106/14D Điện Biên Phủ, Phường 17, Quận Bình Thạnh, Thành phố Hồ Chí Minh từ năm 1998. Đến năm 2010, cơ sở này dừng hoạt động để bàn giao lại mặt bằng.

## Sự phát triển về đào tạo qua các Kỳ thi tuyển sinh đại học
Khóa học đầu tiên năm 1992–1993, Trường Phổ thông cấp hai Dân lập Nguyễn Khuyến, một trường tư thục với lượng tuyển sinh đầu vào khó khăn, đa số học sinh học lực trung bình, khá từ các trường công lập khác nhập học, mục tiêu đậu tốt nghiệp THPT 100% khó thực hiện. Trải qua trên 10 năm phát triển, trường đã có những chuyển biến tích cực được phản ánh qua kết quả các Kỳ thi Tốt nghiệp THPT và Tuyển sinh Đại học, Cao đẳng qua từng năm với một số kết quả đặc biệt như sau:

### Năm 2005–2008
Năm 2005
Nông Ngọc Sơn lớp 12C1 thi vào Trường Đại học Bách khoa, Đại học Quốc gia Thành phố Hồ Chí Minh đạt điểm tuyệt đối 30/30.
Năm 2006
Tỉ lệ đậu tốt nghiệp THPT trong Kỳ thi Tốt nghiệp THPT Thành phố Hồ Chí Minh là 100%. Có một thủ khoa tốt nghiệp THPT toàn Thành phố.
Có ba học sinh thi Đại học đạt 29 điểm.
Năm 2007
Tỉ lệ đậu tốt nghiệp THPT trong Kỳ thi Tốt nghiệp THPT Thành phố Hồ Chí Minh là 100%.
- Phạm Thị Ngọc Thảo lớp 12C1 đậu Đại học Y Dược Thành phố Hồ Chí Minh với 29 điểm.
- Hai thủ khoa Học viện Công nghệ Bưu chính Viễn thông lớp 12C2.

Năm 2008
Tỉ lệ đậu tốt nghiệp THPT trong Kỳ thi Tốt nghiệp THPT Thành phố Hồ Chí Minh là 100%.
- Ba học sinh lớp 12B1, 12C1 đậu Trường Đại học Bách khoa với 29.5 điểm.
- Một thủ khoa Học viện Công nghệ Bưu chính Viễn thông lớp 12B1.
- Một thủ khoa Khoa Kinh tế, Đại học Quốc gia Thành phố Hồ Chí Minh lớp 12C1.
- Một thủ khoa Trường Đại học Phòng cháy chữa cháy lớp 12B1.

### Năm 2009–2010
Năm 2009
Tỉ lệ đậu tốt nghiệp THPT trong Kỳ thi Tốt nghiệp THPT Thành phố Hồ Chí Minh là 100%.
Số học sinh đậu đồng thời hai trường đại học công lập là 43%.
Số học sinh đậu Đại học trên 27 điểm là 66 học sinh, đứng đầu cả nước. Ngày 11 tháng 8 năm 2009, Cục Công nghệ Thông tin – Bộ Giáo dục và Đào tạo công bố danh sách các trường THPT có nhiều điểm trên 27 nhất trong Kỳ thi tuyển sinh Đại học 2009. Trường THCS – THPT Nguyễn Khuyến TP. Hồ Chí Minh (hạng một) trong danh sách về số lượng học sinh đạt điểm cao trên 27 điềm, xếp trên các trường Trường Trung học phổ thông chuyên Thái Bình (hạng hai); Trường Trung học phổ thông chuyên Phan Bội Châu, Nghệ An (hạng ba); Trường Trung học phổ thông chuyên Hà Nội – Amsterdam (hạng bốn); Chuyên Toán – Đại học Vinh (hạng bốn)...
Năm 2009, có 11 thủ khoa các trường Đại học và 2 thủ khoa Cao đẳng:
- Một thủ khoa Trường Đại học Ngoại thương Thành phố Hồ Chí Minh, đồng thời á khoa Đại học Y Dược Thành phố Hồ Chí Minh.
- Một thủ khoa Trường Đại học Bách khoa, Đại học Quốc gia Thành phố Hồ Chí Minh.
- Một thủ khoa Trường Đại học Thể dục thể thao Thành phố Hồ Chí Minh.
- Một thủ khoa Trường Đại học Sư phạm Kỹ thuật Thành phố Hồ Chí Minh.
- Một thủ khoa Trường Đại học Ngân hàng Thành phố Hồ Chí Minh.
- Một thủ khoa Trường Đại học Nông Lâm Thành phố Hồ Chí Minh.
- Một thủ khoa Trường Đại học Kinh tế – Tài chính Thành phố Hồ Chí Minh (UEF).
- Một thủ khoa Trường Đại học Tôn Đức Thắng.
- Một thủ khoa Trường Đại học Hoa Sen.
- Một thủ khoa Trường Đại học An ninh Nhân dân.
- Một thủ khoa Trường Đại học Kỹ thuật – Công nghiệp.
- Một thủ khoa Trường Cao đẳng Kinh tế Đối ngoại – Bộ Công Thương.
- Một thủ khoa Trường Cao đẳng Công nghệ Thông tin Thành phố Hồ Chí Minh.

Với thành tích đáng kể trên, Bộ Giáo dục và Đào tạo đã xếp hạng về thành tích trúng tuyển vào đại học của Trường THCS – THPT Nguyễn Khuyến đứng thứ 35 trong top 50 trường có nhiều học sinh thi đậu vào đại học nhất cả nước. Tại Thành phố Hồ Chí Minh, trường xếp thứ 4 trong tổng số 139 trường THPT của Thành phố, xếp sau Trường Phổ thông Năng khiếu, Đại học Quốc gia Thành phố Hồ Chí Minh, Trường Trung học phổ thông chuyên Lê Hồng Phong, Thành phố Hồ Chí Minh, Trường Trung học phổ thông chuyên Trần Đại Nghĩa, Thành phố Hồ Chí Minh.
Năm 2010
Tỉ lệ đậu tốt nghiệp THPT trong Kỳ thi Tốt nghiệp THPT Thành phố Hồ Chí Minh là 100%.
Tỉ lệ đậu đại học là 91.4%.
Có 105 học sinh trên 25 điểm, 21 học sinh trên 27 điểm. Cục Công nghệ Thông tin – Bộ Giáo dục và Đào tạo xếp hạng trường thứ 41 trong Top 200 trường THPT có điểm thi ĐH cao nhất năm 2010. Trường đứng thứ 5 toàn Thành phố Hồ Chí Minh.
- Một thủ khoa Trường Đại học Ngoại thương Thành phố Hồ Chí Minh lớp 12C1.
- Một thủ khoa Trường Đại học Sư phạm Kỹ thuật Thành phố Hồ Chí Minh lớp 12B2.
- Một thủ khoa Học viện Công nghệ Bưu chính Viễn thông lớp 12D2.
- Hai thủ khoa Khoa Y – Đại học Quốc gia Thành phố Hồ Chí Minh lớp 12D1, 12B2.

### Năm 2011
Tỉ lệ đậu tốt nghiệp THPT trong Kỳ thi Tốt nghiệp THPT Thành phố Hồ Chí Minh là 100%. Đứng đầu Thành phố Hồ Chí Minh về tỉ lệ đậu loại giỏi.
Nguyễn Thị Hiền lớp 12D1 thủ khoa Kỳ thi Tốt nghiệp THPT Thành phố Hồ Chí Minh 57 điểm, Nguyễn Thị Hiền cũng đồng thời là thủ khoa Trường Đại học Ngân hàng Thành phố Hồ Chí Minh.
Năm 2011, Trường THCS – THPT Nguyễn Khuyến có 3245 lượt thí sinh dự thi đại học, đông nhất cả nước. Điểm trung bình ba môn thi là 18.43, đứng thứ 28 trong Top 200 THPT cả nước, đứng thứ ba trên 168 trường THPT của Thành phố Hồ Chí Minh.
Tỉ lệ đậu vào Đại học là 94%, có 180 học sinh trên 25 điểm, 16 thủ khoa và 20 á khoa Đại học, 2 thủ khoa Cao đẳng:
- Thủ khoa Trường Đại học Ngoại thương Thành phố Hồ Chí Minh lớp 12C2.
- Thủ khoa Trường Đại học Kinh tế – Luật, Đại học Quốc gia TP Hồ Chí Minh lớp 12E2, 28.5 điểm.
- Thủ khoa Trường Đại học Khoa học Tự nhiên, Đại học Quốc gia Thành phố Hồ Chí Minh lớp 12C1, 28.5 điểm khối B.
- Thủ khoa Khoa Y – Đại học Quốc gia Thành phố Hồ Chí Minh lớp 1212E1, 28.5 điểm khối B.
- Hai thủ khoa Trường Đại học Ngân hàng Thành phố Hồ Chí Minh lớp 12A2 và 12D1, 28 điểm.
- Thủ khoa Trường Đại học Quy Nhơn, Lê Song Toàn lớp 12E2, 27.5 điểm.
- Thủ khoa Học viện Quân y Việt Nam – Bộ Quốc phòng lớp 12A3, 27 điểm khối A.
- Thủ khoa Khoa Y – Trường Đại học Tây Nguyên lớp 12A1.
- Thủ khoa Trường Đại học Kiến trúc Thành phố Hồ Chí Minh lớp 12A1.
- Thủ khoa Trường Đại học An ninh Nhân dân lớp 12E2.
- Thủ khoa Trường Đại học Tài chính – Marketing (UFM) lớp 12D2.
- Thủ khoa Trường Đại học Thủ Dầu Một lớp 12D2.
- Thủ khoa khối B Trường Đại học Quốc tế Hồng Bàng lớp 12A8.
- Thủ khoa Trường Đại học Khoa học Xã hội và Nhân văn, Đại học Quốc gia Thành phố Hồ Chí Minh lớp 12D1.
- Thủ khoa hệ Cao đẳng Trường Đại học Sân khấu – Điện ảnh Thành phố Hồ Chí Minh – Bộ Văn hóa, Thể thao và Du lịch lớp 12A6.
- Thủ khoa hệ Cao đẳng Trường Đại học Ngân hàng Thành phố Hồ Chí Minh lớp 12A7.
- Á khoa Đại học Y Dược Thành phố Hồ Chí Minh, Kha Xuân Mai lớp 12E2, 29 điểm.
- Á khoa Khoa Y – Đại học Quốc gia Thành phố Hồ Chí Minh lớp 12C1, 27.5 điểm.
- Á khoa Trường Đại học Y Dược Huế, Lê Nguyễn Hoàng Anh lớp 12D1, 27 điểm.
- Ba á khoa Trường Đại học Ngoại thương Thành phố Hồ Chí Minh lớp 12A1, 12C1 và 12D1, đồng 28 điểm.
- Á khoa Trường Đại học Bách khoa, Đại học Quốc gia Thành phố Hồ Chí Minh  lớp 12C1, 28 điểm.
- Á khoa Trường Đại học Sư phạm Thành phố Hồ Chí Minh lớp 12C1, 27 điểm.
- Á khoa Trường Đại học Cảnh sát Nhân dân lớp 12E1.
- Á khoa Trường Đại học Ngân hàng Thành phố Hồ Chí Minh lớp 12E1.
- Á khoa Trường Đại học Công nghệ Thông tin, Đại học Quốc gia Thành phố Hồ Chí Minh lớp 12E3.
- Á khoa khối A Trường Đại học Quốc tế, Đại học Quốc gia Thành phố Hồ Chí Minh lớp 12A2.
- Á khoa khối B Trường Đại học Quốc tế, Đại học Quốc gia Thành phố Hồ Chí Minh lớp 12A2.
- Á khoa Trường Đại học Tôn Đức Thắng lớp 12A3.
- Á khoa Trường Đại học Nông Lâm Thành phố Hồ Chí Minh lớp 12E2.
- Á khoa Trường Đại học Mở Thành phố Hồ Chí Minh lớp 12E9.
- Hai á khoa Trường Đại học Kiến trúc Thành phố Hồ Chí Minh lớp 12A8 và 12E2.
- Hai á khoa Trường Đại học Giao thông Vận tải Thành phố Hồ Chí Minh (UT–HCMC) lớp 12A8 và 12C8.

10E3 và nội trú của trường tại cơ sở 3B, đã nhảy lầu tự tử tại trường học. Theo cơ quan công an, trước khi tự tử, C. có để lại thư tuyệt mệnh với nội dung do áp lực điểm số và áp lực từ gia đình, muốn C. có điểm số tốt hơn để được học lớp đứng đầu khối 10 cơ sở 3B. Tiến sĩ Lê Trọng Tín, hiệu trưởng nhà trường cho biết, C. là một học sinh rất ngoan  về học lực không yếu nhưng về tinh thần và tâm lí thì yếu.